# روسیتر (پنسیلوانیا)
روسیتر (به انگلیسی: Rossiter) یک منطقهٔ مسکونی در ایالات متحده آمریکا است که در شهرستان ایندیانا، پنسیلوانیا واقع شده‌است. روسیتر ۴٫۸ کیلومتر مربع مساحت و ۶۴۶ نفر جمعیت دارد.